# Achard Joumard Tison d'Argence
Achard Joumard Tison d'Argence is een oud-adellijk Frans geslacht.

## Geschiedenis
De familie Achard Joumard Tison d'Argence is afkomstig uit Poitou en heeft een bewezen stamreeks die teruggaat tot 1441. De naam Joumard werd bij testamentaire beschikking toegevoegd in 1441 en die van Tison d'Argence na een huwelijk in 1608.
In 2007 leefden er nog acht mannelijke afstammelingen.